# Удлинённый пятискатный повёрнутый бикупол
Удлинённый пятиска́тный повёрнутый бику́пол — один из многогранников Джонсона (J39, по Залгаллеру — М6+П10+М6).
Составлен из 32 граней: 10 правильных треугольников, 20 квадратов и 2 правильных пятиугольников. Каждая пятиугольная грань окружена пятью квадратными; среди квадратных граней 10 окружены пятиугольной, квадратной и двумя треугольными, другие 10 — тремя квадратными и треугольной; каждая треугольная грань окружена тремя квадратными.
Имеет 60 рёбер одинаковой длины. 10 рёбер располагаются между пятиугольной и квадратной гранями, 20 рёбер — между двумя квадратными, остальные 30 — между квадратной и треугольной.
У удлинённого пятискатного повёрнутого бикупола 30 вершин. В 10 вершинах сходятся пятиугольная, две квадратных и треугольная грани; в остальных 20 — три квадратных и треугольная.
Удлинённый пятискатный повёрнутый бикупол можно получить из двух пятискатных куполов (J5) и правильной десятиугольной призмы, все рёбра у которой равны, — приложив десятиугольные грани куполов к основаниям призмы так, чтобы пятиугольные грани многогранников оказались повёрнуты относительно друг друга на 36°.

## Метрические характеристики
Если удлинённый пятискатный повёрнутый бикупол имеет ребро длины {\displaystyle a}, его площадь поверхности и объём выражаются как
{\displaystyle S={\frac {1}{2}}\left(40+5{\sqrt {3}}+{\sqrt {25+10{\sqrt {5}}}}\right)a^{2}\approx 27{,}7710818a^{2},}
{\displaystyle V={\frac {1}{6}}\left(10+8{\sqrt {5}}+15{\sqrt {5+2{\sqrt {5}}}}\right)a^{3}\approx 12{,}3422995a^{3}.}